# Lycke-Lilla Höjen
Lycke-Lilla Höjen är ett naturreservat i Skövde kommun i Västergötland.
Reservatet är beläget sydöst om tätorten Lerdala och består av ett mosaikartat kulturlandskap med åkrar, betesmarker och löv- och granskogar. Det är skyddat sedan 1975 och omfattar 173 hektar. Det är Valleområdets nordligaste naturreservat.

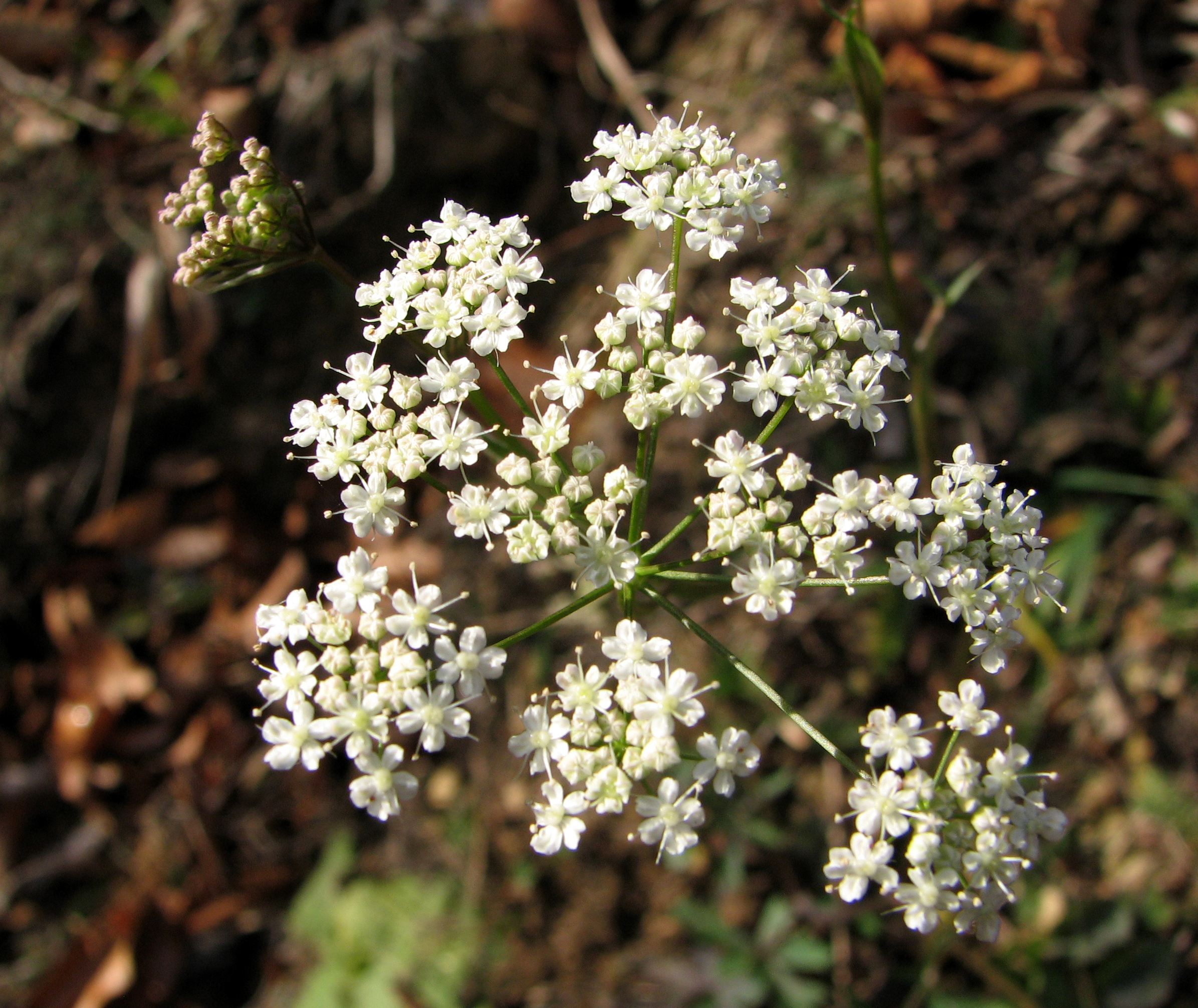
Bockrot

Området utgörs i den norra delen av en framträdande höjdrygg, som mot söder övergår i ett starkt kuperat område med oregelbundna ryggar och kullar. I sydväst där området är kuperat växer mest barrskog. Vid Stavsäter finns öppna betesmarker och åkrar som inramas av lövskog. Det finns också ett rikkärr och ett alkärr i reservatet.   
Naturreservatet inbjuder till vandring i ett ålderdomligt odlingslandskap med öppna betesmarker, stenmurar, grova hamlade askar och ängsgranskog. I naturreservatet finns områden med kalkgynnad flora där man kan få se gullviva, lungört, jordtistel, brudbröd, bockrot och rödkämpar. 
Området ingår i EU:s ekologiska nätverk av skyddade områden, Natura 2000. 